# Abdullah al-Waked
Abdullah al-Waked (né le 29 septembre 1975) est un footballeur saoudien.